# صيحان (القفر)
صيحان القفر هي إحدى قرى عزلة بني عمر العالي بمديرية القفر التابعة لمحافظة إب، بلغ تعداد سكانها 2835 نسمة حسب تعداد اليمن لعام 2004.